# Line Ellertsen
Line Ellertsen (født 4. juni 1998 i Stavanger, Norge) er en kvindelig norsk håndboldspiller, der spiller for Storhamar HE i Eliteserien. Hun har tidligere spillet for Næsbø IL, Glassverket IF, Sola HK og seneste danske Aarhus United i tre sæsoner inden hun vendte hjem til den norske liga.